# Westerse opvattingen over Tibetaans boeddhisme

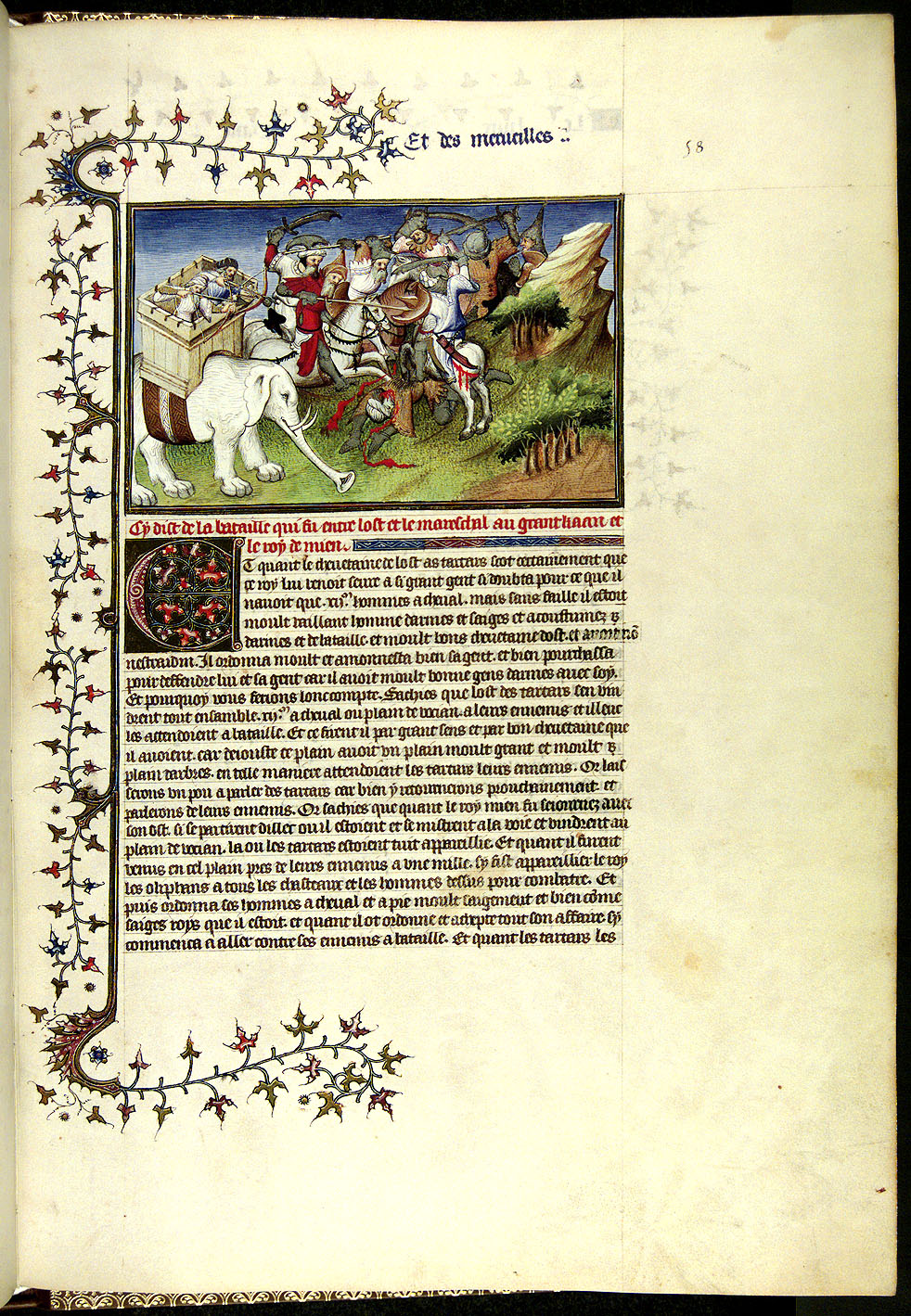
Il milione

Westerse opvattingen over Tibetaans boeddhisme waren tot in de 20e eeuw vooral het gevolg van verhalen en beschrijvingen van ontdekkingsreizigers, missionarissen en zendelingen. De overeenkomst tussen velen van hen was, dat zij niet of nauwelijks Tibetaans beheersten, geen kennis hadden van de kangyur, het belangrijkste deel van de Tibetaans boeddhistische canon en zich in die opvattingen sterk lieten leiden door hun eigen religieuze en ideologische overtuigingen.
Een cultuurhistorische studie van het Tibetaans boeddhisme op basis van wetenschappelijk onderzoek vangt in Europa pas aan na ca. 1930 met het werk van tibetologen als Paul Pelliot, Marcelle Lalou, Rolf Stein en iets later Giuseppe Tucci. De wetenschappelijk studie van het Tibetaans boeddhisme in Noord-Amerika begint feitelijk pas na 1960, na het ontstaan van de Tibetaanse diaspora.
Dit lemma beschrijft een aantal westerse opvattingen over Tibetaans boeddhisme tot ca. 1900. De overeenkomst hierin is, dat de meeste in die periode vigerende opvattingen - opnieuw met slechts enkele uitzonderingen - een dominant negatief beeld schetsten. 

## De eerste beschrijvingen
De eerste beschrijvingen betreffen meestal observaties van Tibetaanse lama's aan het hof in Karakorum, de toenmalige hoofdstad van het Mongoolse Rijk. Willem van Rubroeck was aan dat hof in 1254 en merkt op:
Alle priester hebben hun hoofd geschoren en zijn gekleed in saffraankleurige gewaden. Ze leven in kuisheid vanaf het moment dat ze hun hoofd scheren. Ze leven in kloostergemeenschappen van honderd tot tweehonderd personen. Waar ze ook gaan; ze hebben altijd een snoer met tweehonderd kralen bij zich, die veel lijkt op onze rozenkransen en ze herhalen altijd de woorden on mani baccum (Om mani padme hum) dat zoveel betekent als "God, U weet het". Ze verwachten net zo veel beloningen van deze god als het aantal malen dat ze zijn naam uitspreken— 
Enige decennia later verblijft Marco Polo aan het hof van Koeblai Khan. Hij merkt daar de aanwezigheid op van bedrijvers van zwarte magie, afkomstig uit TEBET en KESIMUR (Kashmir) zoals de namen van de landen luiden waar ze vandaan komen. Zij bedrijven het werk van de duivel, maar proberen anderen te laten geloven dat zij het doen ten behoeve van hun god. Zij zijn smerig, geven niets om hun eigen eer, noch om de eer van anderen die hen zien; zij hebben altijd modder op hun gezicht en wassen en kammen zich nooit. Ze behoren tot het ras van de meest kwaadaardige geestenbezweerders.
Als hij in Il Milione, opgetekend door Rustichello van Pisa, een latere periode van zijn verblijf beschrijft oordeelt Marco Polo iets genuanceerder over het boeddhisme. Hij merkt echter vooral de overeenkomsten op tussen deze afgodendienst en het Christendom. Daarmee zet Marco Polo een denkrichting neer, die tot in de 20e eeuw zou voortduren.
Ze hebben festivals voor hun afgoden op verschillende tijden, zoals bij ons voor onze heiligen en zij hebben iets van een kalender waar die festivals dan op vaste dagen vallen. Gedurende die dagen kunnen ze ook vasten en die worden nageleefd zoals wij christenen dat doen met de vrijdag en de sabbath.— 
In de 14e eeuw beschrijft Odoric van Pordenone die tussen 1318 en 1330 in het Mongoolse rijk reist een belangrijke tulku.
Hun Abassi, dat wil zeggen hun bestaande paus, die het hoofd en de prins is van alle afgodendienaars, verleent aan hen allerlei gaven en giften op de wijze zoals onze paus van Rome zich beschouwt als het hoofd van de gehele christenheid— 
Het is niet meer met zekerheid na te gaan welke tulku Odoric van Pordeone beschrijft. De meest waarschijnlijke optie is die van Namkha Legpa, de twaalfde sakya trizin, het hoofd van de sakyatraditie.

## Als gedegenereerde vorm van het rooms-katholicisme
Vanaf de vestiging van de Portugezen in India in de loop van de 16e eeuw waren er de in de koloniale expansie van West-Europa gebruikelijke geruchten over het bestaan van christelijke gemeenschappen als gevolg van veel vroegere evangelisatie. Die geruchten werden gevoed door de mythe van Pape Jan, een priester-koning die in Azië of Afrika een christelijk rijk zou hebben gesticht. Deze gemeenschappen werden in dit geval gezocht achter de bergketen van de Himalaya. Het was dan ook een kwestie van tijd dat missionarissen verbonden aan de vestigingen van met name Portugese, maar ook andere jezuïeten op zoek gingen naar deze gemeenschappen.
António de Andrade weet in 1616 Tibet te bereiken en schrijft daarover:
De Groot-Lama biedt geringe hoeveelheden wijn en brood aan, die hij voor een deel zelf deel drinkt en eet, maar hij geeft de rest aan de andere lama's. Hij blaast daarbij over de wijn, die hij aan god opdraagt en alleen hij is gerechtigd dat te doen. De Groot-Lama draagt een tiara die aanzienlijk groter is dan de mijne.
Johann Grueber bereikt Lhasa in 1661 en constateert dat
Ze Vieren het Offer van de Mis met brood en wijn, hebben het heilig Oliesel, bidden voor de zieken, zingen in de dienst van koren, hebben nonnen, leven vastenperiodes na, ondergaan boetedoeningen, hebben bisschopswijdingen en zenden hun missionarissen uit in grote armoede die blootsvoets over de woestijnen naar China reizen— 
In Europa vormde zich dan ook de opinie dat er werkelijk in Tibet sprake was geweest van een christelijke missie in veel vroeger tijden, maar de door de missionarissen aangetroffen religie een in de loop van de tijden volstrekt gedegenereerde en gedeformeerde vorm daarvan was. Deze opinie heeft lang standgehouden.
In 1846 verblijven de missionarissen Évariste Régis Huc en Joseph Gabet in Lhasa. In hun boek Souvenirs d’un voyage dans la Tartarie, le Thibet et la Chine pendant les années 1844, 1845 et 1846 gaan zij uit van de overtuiging dat een christelijke missie in Tibet verantwoordelijk is geweest voor een belangrijk deel van het ritueel van het Tibetaans boeddhisme. Zij vertellen een verhaal over een ontmoeting die Tsongkhapa, de geestelijke vader van het gedachtegoed van de Gelug, ruim 400 jaar voor hun verblijf gehad zou moeten hebben met een lama uit het uiterste westen die Tsongkhapa als zijn discipel inwijdde in de religieuze doctrines van het westen. Huc en Gabet formuleren dan dat deze man een katholieke missionaris is geweest, die helaas door zijn vroegtijdig overlijden Tsongkhapa niet volledig over het christendom had kunnen informeren. Door de onvolledige kennis was er dus een volstrekt gedeformeerde versie ontstaan van wat eigenlijk het katholicisme moest zijn. De wijze waarop Huc en Gabet dit beschrijven is zo onhandig en naïef, dat hun boek door de rooms-katholieke kerk op de Index librorum prohibitorum (lijst van verboden boeken) wordt geplaatst.
De denkrichting van Huc en Gabet is echter nog zelfs door Sven Hedin in zijn boek Transhimalaya uit 1951 serieus besproken.
(Het is overigens mogelijk dat er op heel andere wijze dan bovengenoemde auteurs veronderstelden enige contacten in de 8e en mogelijk 9e eeuw zijn geweest tussen het westen van Tibet en enige christenen. Er zijn brieven van Timoteüs I (727 - 823)  hoofd van de Nestoriaanse  Assyrische Kerk van het Oosten vanaf 779. In een van die brieven benoemt hij een aantal landen waar de Trisagion , een van de oudste christelijke gebeden, wordt gereciteerd. Daarin wordt Tibet genoemd. In een andere brief kondigt hij zijn voornemen aan een bisschop voor Tibet te benoemen. De brieven moeten van ongeveer rondom 790 dateren. 

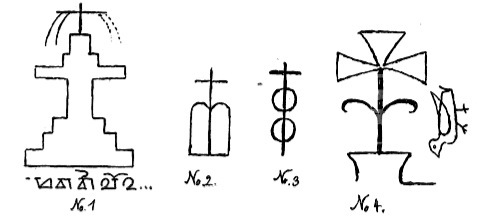
Christelijke kruisen op rotsen in het westen van Tibet. Omstreeks 900. De inscriptie bij het kruis aan de linkerkant is ´´ In het jaar van het varken ´´

Een andere aanwijzing is de aanwezigheid van een aantal kruisen die gekerfd zijn in rotsen in het westen van Tibet. Onder de Tibetaanse  manuscripten van Dunhuang is een tekst, bekend als Pelliot tibétain 351, die een voornamelijk boeddhistisch karakter heeft, maar de volgende passage bevat; 
 Mens, jouw bondgenoot is de god met de naam Jesus Messias. Hij handelt als Vajrapani en Sakyamuni. Als de poorten van de zeven niveaus van de hemel openen , zal je de yoga meester zijn, die je zal ontvangen van de rechter aan de rechterhand van God. 
Deze noties hebben  echter nooit een rol gespeeld in de hierboven en hieronder vermelde opvattingen over eerder christelijke missies.)

## Als werk van de duivel

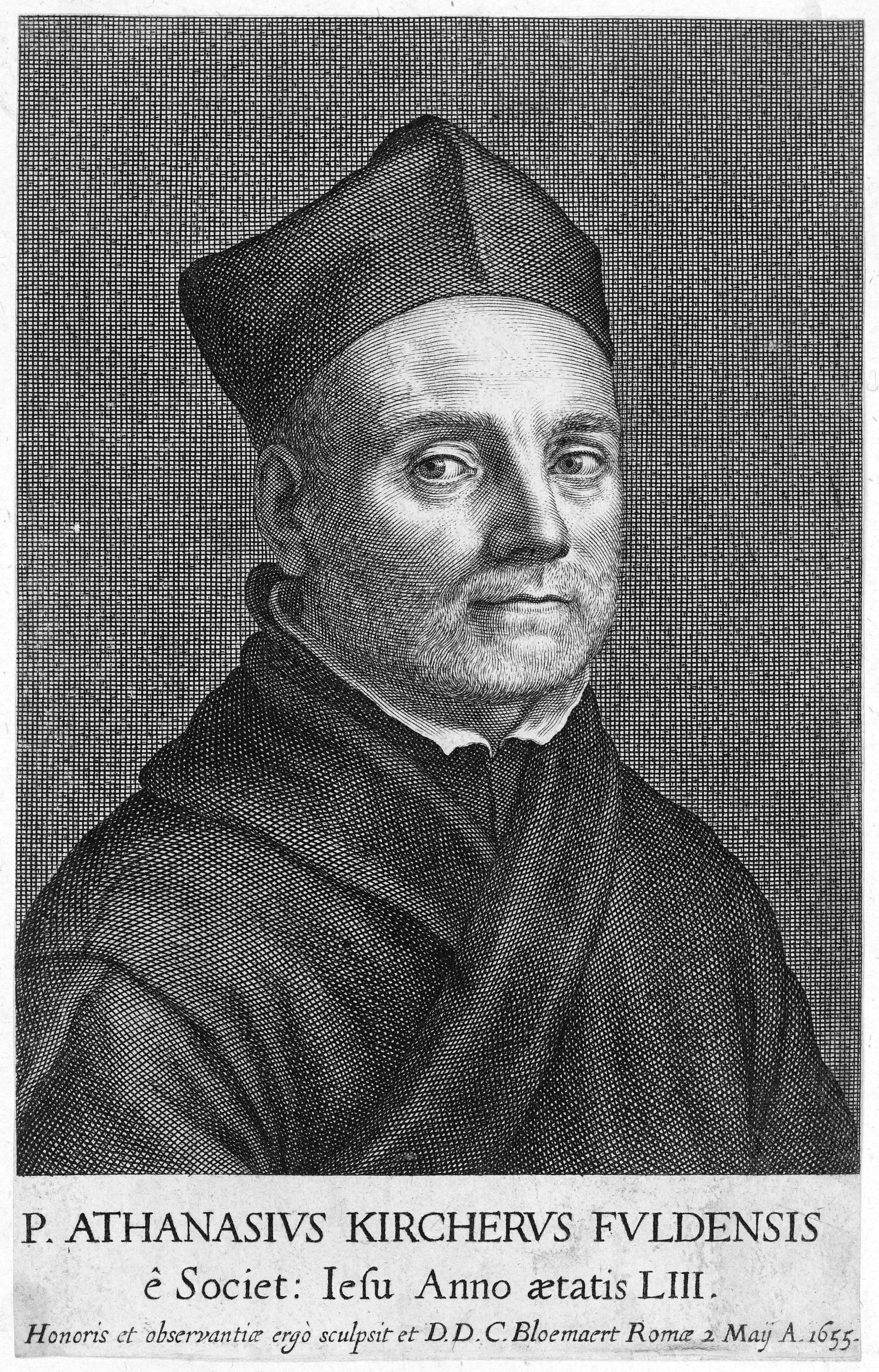
Athanasius Kircher

De opvatting, dat de religie van Tibet kennelijk zoveel overeenkomsten had met het rooms-katholicisme leidde later bij andere auteurs tot andere opvattingen. Een aantal zocht dat in het werk van de Duivel. Er zijn daarvan vele voorbeelden te geven. Hieronder worden er twee beschreven.
In 1667 schrijft Athanasius Kircher over de verering van de dalai lama.
Mensen werpen zich te neer met hun hoofd op de grond en kussen hem met een ongelooflijke verering, die eigenlijk verder alleen de paus van Rome ten deel valt. Hieruit blijkt dat de fraude en het bedrog van de Duivel gemakkelijk is te bewijzen en duidelijk is en die dat gedaan heeft door zijn aangeboren kwaadaardigheid en haat voor alle mysteries van de christelijke religie.... Van deze hogepriester (de dalai lama) komt de wijze van hun religie, die een volstrekt idiote en krankzinnige afgodendienst is terwijl ze hem de Eeuwige Vader noemen
Een Portugese missionaris merkt in 1854 nog op dat
Er is geen vorm van een kledingstuk, geen priesterlijke functie, noch een vorm van een ceremonie van de Curie uit Rome, die de Duivel hier in dit land niet heeft gekopieerd— 

## De grote uitzondering; Ippolito Desideri
Van 1716 tot 1721 verblijft de Italiaanse jezuïet Ippolito Desideri in Centraal-Tibet. In korte tijd heeft hij een vloeiende beheersing van het Tibetaans in zowel woord al geschrift. Hij krijgt daardoor ook toegang tot de hoogste kringen van de geestelijkheid en de adel in Tibet. Zijn beschrijving van ruim vijf jaar in het land vormt het belangrijkste deel van de Relazione del Viaggio di Ippolito Desideri. Het is de eerste algemene accurate beschrijving van Tibet. Desideri beschreef het landschap, de flora en fauna, de landbouw in Tibet, de Tibetanen met hun gebruiken, de sociale orde, de voor dat moment recente geschiedenis van Tibet en vooral het Tibetaans boeddhisme.
Tot dan toe werd er gesproken over de religie van Tibet zonder enig besef van het feit dat dit een regionale variant van het boeddhisme was. Desideri merkt als eerste de voornamelijk uit India afkomstige wortels van het Tibetaans boeddhisme op. In zijn boek geeft hij ook een correcte samenvatting van zowel de kangyur als de tengyur, de Tibetaans boeddhistische canon. Hij beschrijft op correcte wijze het proces van de selectie van gereïncarneerde tulkus.
Desideri is van opvatting dat de oorspronkelijk uit India afkomstige religie enigszins in onbruik raakte en er daarbij in Tibet nieuwe verhalen verzonnen werden. Hij noemt echter de Tibetanen een intelligent volk, begiftigd met verbeeldingskracht, die afscheid hebben genomen van veel dat in de oude leerstellingen onbegrijpelijk was en behouden hebben dat waarheid en goedheid leek.
Desideri oefent in zijn boek ernstige kritiek uit op eerder verschenen publicaties over Tibetaans boeddhisme. Hij noemt met name de boeken van Marco Polo, António de Andrade, Athanasius Kircher en een aantal andere wat minder bekende auteurs. Hij wijst op een aantal grote fouten in hun werk, spreekt ook de overtuiging uit dat auteurs die nooit in Tibet zijn geweest dan wel geen Tibetaans beheersen nooit in staat zullen zijn om tot een correcte opvatting te komen.
De Relazione del Viaggio di Ippoliti Desideri zal geschreven zijn na zijn terugkeer uit Tibet tijdens zijn verblijf daarna in India of gedurende de laatste jaren van zijn leven in Europa, vanaf 1727. Het werk raakt vrijwel onmiddellijk na zijn overlijden in de vergetelheid tot het pas in 1875 gevonden werd in een privébibliotheek in Florence. Pas in 1904 werd een eerste publicatie in het Italiaans uitgegeven. Dat was echter een uitgave waar maar een deel van de beschrijving van Desideri in voorkomt. In 1924 werden door Cornelius Wessels in de archieven van de orde der jezuïeten in Rome nog twee andere manuscripten van Desideri gevonden waarin andere hoofdstukken voorkomen. De meest gebruikte versie nu is samengesteld door Filoppo de Felippi uit die drie manuscripten.

## Het Lamaïsme

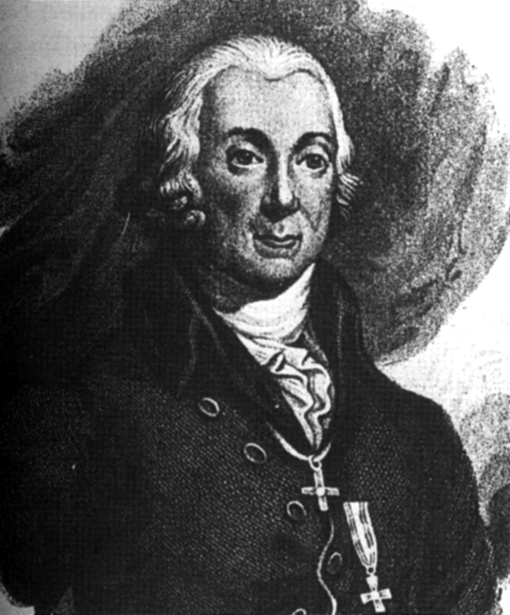
Peter Simon Pallas

Onwetend van de hen onbekende manuscripten van Desideri blijven Europese auteurs nog lange tijd geen enkele relatie zien tussen het voornamelijk in India ontstane boeddhisme en de variant daarvan in Tibet. Er blijft gesproken worden over de religie van Tibet. In 1784 betoogt Johan Herder in zijn Outlines of the History of Man dat door de in Tibet heersende klimatologische omstandigheden de religie van de lama's daar nooit ontstaan kan zijn. Hij voegt eraan toe, dat als "er ooit een religie op aarde is geweest, die het etiket van monsterlijk en inconsistent verdient, dit wel de religie van Tibet moet zijn".
Medio 18e eeuw begonnen de Chinese keizers ook in formeel opzicht een onderscheid te maken tussen het Tibetaanse boeddhisme en de traditionele Chinese vorm van boeddhisme. De laatste werd dan eenvoudig fojiao genoemd. De eerste kreeg de naam lamajiao.
De eerste keer dat het woord lamaïsme in de Europese literatuur wordt gebruikt is in een rapport uit 1769 van Peter Simon Pallas, een Duits botanicus die in Sint-Petersburg werkt. In zijn werk Samlungen historischer Nachrichten ueber die mongolischen Voelkerschaften spreekt hij op basis van onderzoek onder de Kalmukken over de "leerstellingen van het lamaïsme" die een verzinsel zijn van priesters en illusies waardoor deze de onwetende meerderheid proberen te misleiden. Ook hij maakt weer de vergelijking met het rooms-katholicisme. Hun hoofd, de dalai lama kan beschouwd worden als hun paus, behalve het feit dat zijn ziel voortdurend van de ene naar de andere menselijke gestalte verhuist en vergoddelijkt wordt.
Gedurende de hele 18e eeuw zal er verder niemand in Europa zijn, die de Indiase wortels van het Tibetaans boeddhisme opmerkt.

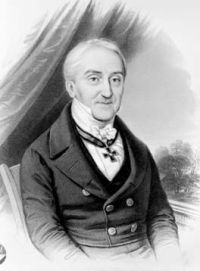
Isaac Jacob Schmidt

De eerste publicatie waarin dat verduidelijkt wordt, dateert van 1835. Het is Isaac Jacob Smidt, die in zijn essay Ueber Lamaismus und die Bedeutung Losigkeit dieser Nahmens de religie van Tibet als een duidelijk boeddhistische beschrijft. In 1837 publiceert hij een eerste vertaling vanuit het Tibetaans in het Frans van de Diamantsoetra.
Er is dan ook - ruim 100 jaar na Ippolito Desideri - weer een samenvatting in een Europese taal van de Tibetaans boeddhistische canon. Brian Houghton Hodgson, de resident van de British East India Company in Nepal ontdekt de canons daar in het Sanskriet in enkele kloosters. Hij weet in 1831 de teksten in het Tibetaans te verkrijgen en zond kopieën daarvan naar wetenschappelijke instituten in Londen en Parijs. Een derde kopie zond hij naar Sándor Kőrösi Csoma, een Hongaars oriëntalist, die op dat moment in Calcutta woonde. Csoma beheerste het Tibetaans door een driejarig verblijf in Ladakh. Hij publiceerde een eerste algemene inhoud van de teksten. Hij wordt dan ook meestal beschouwd als de eerste Europese ontdekker ervan.
In 1864 publiceert Emil Schlagintweit zijn boek Buddhism in Tibet With an Account of the Buddhist systems preceding it in India. Ook hij stelt vast dat het boeddhisme in Tibet zijn wortels heeft in India.

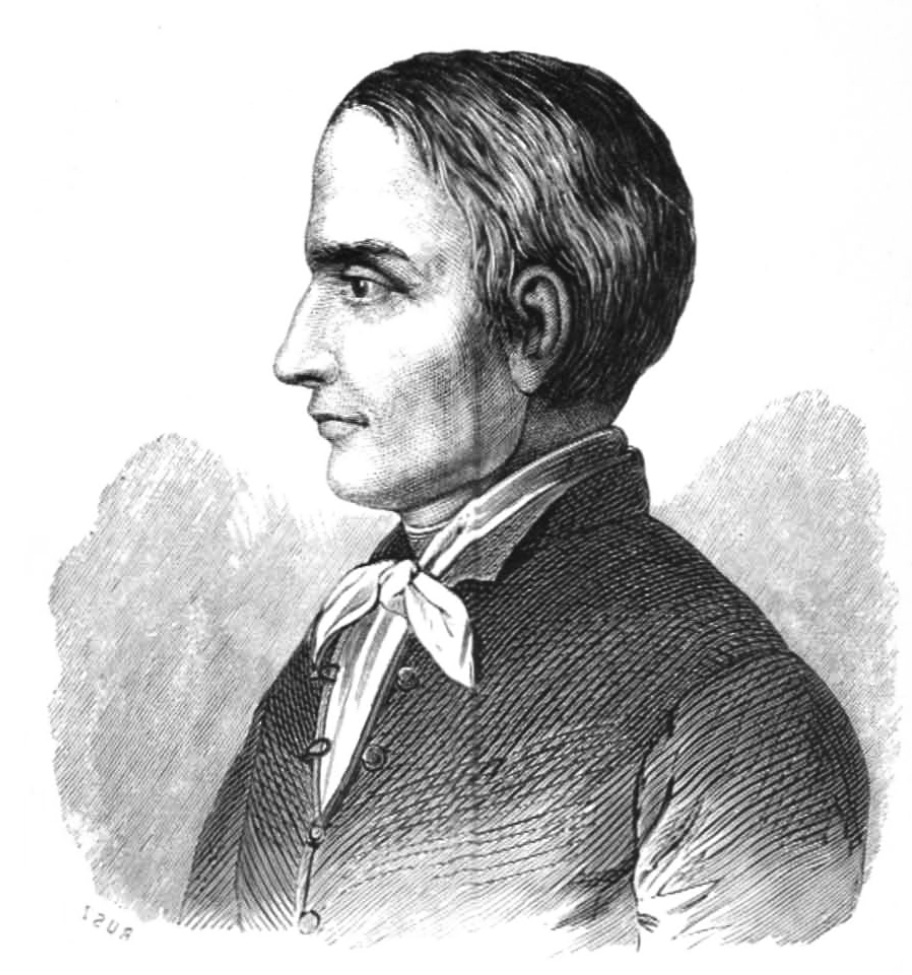
Alexander Csoma

## Lamaïsme als gedegenereerde vorm van het boeddhisme vanuit India en als instrument voor antipapisme
In de tweede helft van de 19e eeuw is in het iets meer serieuze discours de Indiase wortels van het boeddhisme in Tibet wel duidelijk. In die periode hadden de Britten hun positie in Brits-Indië ook stevig verankerd. In dezelfde periode was er in Azië sprake van een al sterk verminderde invloed van de missie en een toenemende invloed van protestants Britse en Amerikaanse zendelingen.
De belangrijkste Britse geleerde op het gebied van het boeddhisme in de tweede helft van de 19e eeuw was Thomas.W. Rhys-Davids. Hij was oprichter van de "Pali Text Society" die zich vooral richtte op de bestudering van de geschriften uit de vroegste periode van het boeddhisme, zoals met name de Pali-canon. Rhys-Davids (afkomstig uit reformatorische kring uit Wales) en zijn kring van aanhangers schetsen een ideaalbeeld van het vroege boeddhisme dat gedegenereerd is in met name het lamaïsme en maken vervolgens een parallel met die in hun eigen ontwikkeling achtergebleven landen in het christendom die rooms-katholiek zijn gebleven.
Max Müller schrijft over de eerste fase van boeddhisme in India en zegt: De oude geschiedenis van het brahmanisme (in een negatief geschetste context) leidt tot het boeddhisme met dezelfde noodzakelijkheid als het middeleeuwse Roomse geloof tot het protestantisme leidde.
In 1871 schrijft de Amerikaanse prediker James Freedom Clarke in zijn boek Ten Great Religions in het hoofdstuk Boeddhisme, of het Protestantisme van het Oosten:
Diepere en essentiële verhoudingen verbinden het brahmanisme en de Roomse kerk, als zowel boeddhisme en het protestantisme. De menselijke geest in Azië beleefde dezelfde ervaring als later in Europa. Het protesteerde in het belang van de menselijkheid tegen de onderdrukking van een priesterlijke klasse. Boeddhisme (steeds wordt het vroege boeddhisme bedoeld) is net zo als het protestantisme in Europa een opstand van de menselijkheid tegen kastesystemen, van individuele vrijheid tegen het despotisme, van redding door het geloof tegenover redding door de sacramenten. Brahmanisme en de Rooms-Katholieke Kerk zijn meer religieus; Boeddhisme en het protestantisme hebben een hogere morele grondslag.— 
In deze visies is er al sprake van enig moreel verval van het boeddhisme met het verschijnen van het Mahayana en daarna het Yogacara. Het absolute verval wordt echter bereikt met de vorm van boeddhisme in Tibet.
Lawrence Waddell, fanatiek gelovige in het Schotse Presbyterianisme was werkzaam in Darjeeling. In zijn boek Buddhism of Tibet or Lamaism, With Its Mystic Cults, Symbolism and Mythology and in Its Relation to Indian Buddhism (1895) schrijft hij
Deze Yoga-parasiet al hevig besmet met de ziektekiemen van het tantrisme nam beslag van zijn gastheer en ontwikkelde spoedig monsterlijke extremiteiten, die het weinige dat het Mahāyāna nog van puur boeddhisme in zich had geheel vernietigde
De introductie van een al enigszins besmet boeddhisme in Tibet leidde daar tot een primitieve vorm van lamaïsme die een priesterlijk mengsel is van Shaivisme, mystiek, magie, Indo-Tibetaanse afgodenverering, bedekt door een dun laagje Mahāyāna. En tot op de huidige dag heeft dit lamaïsme in Tibet dit karakter daar bewaard.
Orthodox-protestantse zendelingen aan het eind van de 19e eeuw, zoals bijvoorbeeld Susie Rijnhart-Carson, waren gefascineerd door de overeenkomsten tussen het boeddhisme in het Tibetaanse cultuurgebied en het Rooms-katholicisme omdat dit hen de gelegenheid gaf van beiden de zgn. achterlijkheid te illustreren.
Ook Helena Blavatsky, oprichtster en drijvende kracht van de Theosophical Society, die haar auteurs van de Mahatmabrieven als een groep zeer Oude Wijzen toch in Tibet situeerde was in Isis Unveiled van opvatting dat het lamaïsme een degeneratie was.
Van het zuivere boeddhisme is de religie van dit land gedegenereerd tot een vorm van lamaïsme; de laatste is overigens met al zijn falen en tekortkomingen nog steeds ver te verkiezen boven het katholicisme— 
Haar opvolgster Annie Besant was het wat dit betreft met haar eens.

## Opvattingen uit begin 20e eeuw
In 1903 en 1904 vindt de Britse Veldtocht in Tibet plaats. Bij de veldtocht waren een aantal journalisten aanwezig als Edmund Candler van The Daily Mail en Percival Landon van The Times. Ook Lawrence Waddell is daarbij aanwezig. Voor het eerst sinds haast een eeuw zijn er weer Europeanen in Lhasa. De journalisten en ook Waddell publiceren na de veldtocht een aantal boeken. Voor een deel zijn die bewust geschreven om de sensatie te prikkelen. Het grote publiek had behoefte aan merkwaardige verhalen over een toen nog geheimzinnige stad Lhasa. Veel aandacht wordt dan ook gegeven aan groepen als de ragyabas en het fenomeen van de luchtbegrafenis. De teneur in de werken is echter die van een onverdraaglijk en vastgelopen theocratisch systeem. Waddell kijkt uit naar de dag waarop Tibets
sterke goedgelovige bevolking bevrijd wordt van de onverdraaglijke tirannie van de lama's en verlost wordt van de duivels onder wier woestheid en veeleisende aanbidding iedereen gebukt gaat als onder een nachtmerrie.— 

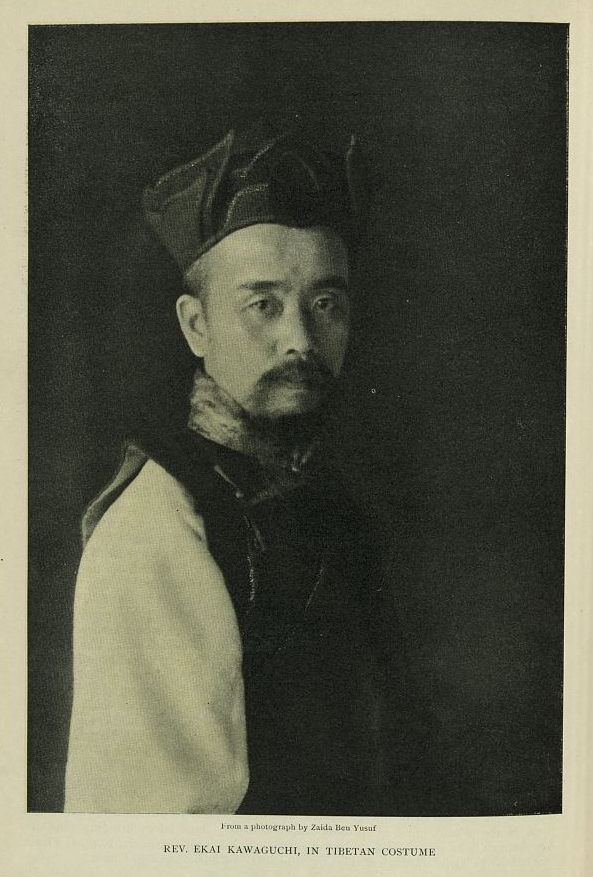
Ekai Kawaguchi, 1904

In de periode vlak voor de Britse inval verblijft Ekai Kawaguchi vermomd als Chinese monnik enkele jaren in Lhasa. Kawaguchi, zijn hele leven lang zelf een vroom Tibetaans boeddhist, was rector magnificus van het zen-klooster Gohyaku rakan in Tokio tot 1891 en verbleef rond drie jaar in een hermitage in Kioto waar hij Chinese boeddhistische teksten studeerde.
Hij vatte het plan op om deze teksten te vergelijken met de teksten in het Tibetaans en Sanskriet. Daarnaast had hij het ideaal om een brug te slaan tussen het Japanse en het Tibetaans boeddhisme. Door zijn perfecte beheersing van het Tibetaans had hij toegang tot de hoogste kringen van zowel de aristocratie als de hiërarchie van de gelug. Hij schrijft in zijn boek positief over de dalai lama, de Ganden tripa van die periode, Lobsang Gyaltsen, alsmede over een aantal geleerden met de hoogste graad van geshe.
Dat zijn echter wel uitzonderingen. Over het algemeen velt Kawaguchi een zeer negatief oordeel over het morele en intellectuele gehalte van het toen vigerende Tibetaans boeddhisme.
Hij beschrijft de enorme onwetendheid van monniken ten aanzien van ook de meest elementaire zaken uit de Tibetaans boeddhistische canon, het analfabetisme van het overgrote deel van de monniken, de desinteresse in geestelijke zaken meer in het algemeen en de corruptie bij - ook hoge - tulku's. Ook zijn boek heeft nog enkele decennia westerse opvattingen over het Tibetaans boeddhisme beïnvloed.